# Senotainia cuthbertsoni
Senotainia cuthbertsoni är en tvåvingeart som beskrevs av Zumpt 1952. Senotainia cuthbertsoni ingår i släktet Senotainia och familjen köttflugor. Inga underarter finns listade i Catalogue of Life.